# Velike Vodenice
Velike Vodenice – wieś w Słowenii, w gminie Kostanjevica na Krki. W 2018 roku liczyła 49 mieszkańców.